# Mihály Tóth
Mihály Tóth (ur. 14 września 1926 w Bezdanie, zm. 7 marca 1990 w Budapeszcie) – węgierski piłkarz, napastnik. Srebrny medalista MŚ 54. Długoletni zawodnik Újpestu
Piłkarzem Újpestu - funkcjonującego wówczas pod nazwą Dozsa lub Újpest Dozsa - był w latach 1949–1963. W 1960 wywalczył tytuł mistrza Węgier. W reprezentacji zagrał 6 razy i zdobył 1 bramkę. Debiutował w 1949, ostatni raz zagrał w 1957. Podczas MŚ 54 wystąpił w dwóch spotkaniach Węgrów, w tym w sensacyjnie przegranym finale z RFN.